# 大衛森角
60°46′S 44°46′W / 60.767°S 44.767°W
大衛森角是南極洲的海岬，是麥肯齊半島的南端，處於維爾頓灣入口處東部，該海岬在1903年由蘇格蘭的探險隊繪入地圖，附近的地區被國際鳥盟列為重點鳥區，是約225雙藍眼鸕鷀的棲息地。